# Alan Lancaster
Alan Lancaster (nascido como Alan Charles Lancaster; Peckham, 7 de fevereiro de 1949 – Sydney, 26 de setembro de 2021) foi um baixista e um membro fundador da banda britânica de rock  Status Quo. Além de contribuir para a composição, ele também era um dos vocalistas principais de álbuns e concertos ao vivo, e seu vocal pode ser ouvido em faixas como "Backwater", "Bye Bye Johnny", "High Flyer" e "Roadhouse Blues", etc.
Alan Lancaster formou o grupo em 1962 com o seu então colega de escola Francis Rossi. O seu último show com o Status Quo ocorreu no Estádio de Wembley em 13 de julho de 1985 na abertura do Live Aid.
Lancaster morreu em 26 de setembro de 2021 em Sydney, aos 72 anos de idade, de esclerose múltipla.